# Xargs
Az xargs  (az extended arguments, azaz a kiterjesztett vagy kibővített argumentumok angol kifejezés rövidítése) egy Unix-parancs, mely beolvas és végrehajt egy parancssort úgy, hogy a parancs paramétereit a standard inputról veszi. 

## Használata
A parancs általános alakja:
xargs [-0prtx] [-e[eof-str]] [-i[replace-str]] [-l[max-lines]] [-n max-args] [-s max-chars] [-P max-procs] [--null] [--eof[=eof-str]] [--replace[=replace-str]] [--max-lines[=max-lines]] [--interactive] [--max-chars=max-chars] [--verbose] [--exit] [--max-procs=max-procs] [--max-args=max-args] [--no-run-if-empty] [--version] [--help] [command [initial-argumentumok]]
Az xargs helyközökkel vagy új sor karakterekkel elválasztott argumentumokat olvas a standard inputról, miközben minden beolvasott értékre végrehajtja az előre megadott parancsot (mely tartalmazhat kezdőargumentumokat: initial-arguments), hozzáfűzve a beolvasott értéket plusz argumentumként. A bemenetről érkező üres sorokat nem veszi figyelembe. Helyköz karakternek számít például a szóköz és a tabulátor. A helyközök aposztrófokkal, idézőjelekkel, vagy backslashsel levédhetők.

## Visszatérési értékek
- 0, ha sikeres volt a művelet
- 123, ha bármelyik parancs 1-125-ig terjedő értékkel tért vissza
- 124, ha a parancs 255-ös értékkel tért vissza
- 125, ha a parancs processzét kilőtték egy szignállal
- 126, ha a parancs nem indítható
- 127, ha nem találja a parancsot
- 1, ha valamilyen más hiba történt.

## Opciók
- --null, -0

A beolvasott fájlok null-karakterre végződnek szóköz (whitespace) helyett és az idézőjelek és backspace-ek nem jelentenek semmi különöset (minden karaktert egyformán figyelembe vesz). Letiltja a fájlvége sztringet, amit bármelyik más argumentumhoz hasonlóan kezel. Hasznos, ha az argumentumok szóközt (whitespace), idézőjelet vagy fordított törtvonalt (backslasht) tartalmazhatnak. A GNU find -print0 opciója ennek a módnak megfelelő bemenetet (inputot) produkál. 
- --eof[=eof-str], -e[eof-str]

A fájlvége sztringet eof-str -re állítja. Ha a fájlvége sztring egy beolvasott sorban lép fel, az utána következő adatokat figyelmen kívül hagyja. Ha az eof-str-t elhagyjuk, nincs fájlvége sztring. Ha ezt az opciót nem állítjuk be, a fájlvége sztring automatikusan _-ra lesz beállítva. 
- --help

Kiír egy ismertetőt a xarg opciókról és kilép. 
- --replace[=replace-str], -i[replace-str]

Az initial-argumentumokban előforduló replace-str-eket helyettesíti a standard inputrol beolvasott nevekkel. Idézőjel nélküli helyközök nem szüntetik meg az argumentumokat. Ha a replace-str-t elhagyjuk, alapértelmezésben "{}"-ra lesz beállítva (a find -exec-hez hasonlóan). Magában foglalja az -x és az -l 1 kapcsolók hatását. 
- --max-lines[=max-lines], -l[max-lines]

Legfeljebb max-lines-nyi nem üres sort olvas be parancssoronként; ha elhagyjuk, az alapértelmezés 1. Helyközök után létrehoz egy input-sort, hogy logikailag a következő input-sornál folytatódjon a beolvasás. Az -x-et magában foglalja. 
- --max-args=max-args, -n max-args

Parancssoronként legfeljebb max-args-nyi argumentumot vesz figyelembe. max-args-nál kevesebb argumentumot, ha a méretet (ld. -s opció) túllépi, amíg meg nem adjuk az -x opciót, amikor is xargs kilép. 
- --interactive, -p

Bekéri a felhasználótól, hogy végrehajtsa-e mindegyik parancssort és a terminálról olvasson sort. Csak akkor futtatja a parancssort, ha a válasz "y"-nal vagy "Y"-nal kezdődik. A -t-t magában foglalja. 
- --no-run-if-empty, -r

Ha a standard input nem tartalmaz semmit, nem futtatja a parancsot. Normális esetben a parancs lefut ahányszor nincs input. 
- --max-chars=max-chars, -s max-chars

Legfeljebb max-chars-nyi karaktert vesz figyelembe parancssoronként, beleértve a parancsot, az initial-argumentumokat, és az argumentum-sztringeket lezáró nullákat. Az alapértelmezés olyan sok, amilyen csak lehet, egészen 20K-nyi karakterig. 
- --verbose, -t

Kiírja a parancssort a standard error outputra mielőtt végrehajtaná. 
- --version

Kiírja a xargs verziószámát és kilép. 
- --exit, -x

Kilép, ha a méretet (ld. -s opció) túllépi. 
- --max-procs=max-procs, -P max-procs

Egyidőben legfeljebb max-procs-nyi process-t futtat, az alapértelmezés 1. Ha a max-procs egyenlő 0, xargs annyi process-t próbál meg egyszerre futtatni, amennyit csak lehetséges. Az -n és -P opciók együtt szükségesek ahhoz, hogy ne a véletlenen múljon, hogy csak egyet hajt végre.

## Példák
```
find . -name "*.foo" | xargs -d '\n' grep bar
```

A find parancs kiírja az aktuális könyvtárban és alkönyvtáraiban található .foo kiterjesztésű fájlokat a standard kimenetre. Az xarg parancs a grep bar kezdetű parancssor végére illeszti a fájlokat. Az eredmény: a fenti sor a .foo kiterjesztésű fájlokból kikeresi azokat a sorokat, melyekben a bar szó(részlet) szerepel.